# Herb gminy Nielisz
Herb gminy Nielisz – jeden z symboli gminy Nielisz, autorstwa Gerarda Kucharskiego i Ewy Cygańskiej, ustanowiony 12 lutego 2016.

## Wygląd i symbolika
Herb przedstawia na tarczy w polu czerwonym dwie włócznie w krzyż skośny, złote a na nich takież wiosło w słup piórem w dół. Symbolika projektu herbu odnosi się do patrona parafii w Nieliszu św. Wojciecha - wiosło i włócznie. Charakterystyczne ułożenie godła w gwiazdę pośrednio nawiązuje też do godła herbu szlacheckiego Jelita rodziny Zamoyskich – trzy kopie w gwiazdę.